# Caesar Bimmermann
Peter Franz Caesar Bimmermann (* 3. März 1821 in Eupen, Rheinprovinz; † 16. Juli 1888 in den Niederlanden) war ein deutsch-niederländischer Landschaftsmaler.

## Leben
Bimmermann war ein Schüler des Landschaftsmalers Barend Cornelis Koekkoek. Seit dem Ende der 1840er Jahre lebte und arbeitete er in Kleve, wo er vom Künstlerkreis der Klever Romantik inspiriert wurde. Später ließ er sich in Düsseldorf nieder und wohnte auf der Rosenstraße Haus Nr. 19 in Pempelfort. 1871 wurde er – fortan in Arnheim wohnend – als Niederländer naturalisiert.
Bimmermann war in den 1880er Jahren unter anderem auf Ausstellungen in Bremen und Hannover vertreten. Zu seinen bevorzugten Sujets gehörten verschneite Winterlandschaften, oft kombiniert mit Jagd- und Tiermotiven.

## Werke (Auswahl)
- Gebirgslandschaft mit Jägern an einem Gewässer, 1859, Öl auf Leinwand, 81 × 89 cm
- Romantische Winterlandschaft mit Burg, 1876, Öl auf Leinwand, 66 × 94 cm
- Abendliche Winterlandschaft mit Holzfuhrwerk, 1879, Öl auf Leinwand, 29,5 × 45 cm
- Rotwild im Winterwald, 1883, signiert und bezeichnet „Bimmermann Ddf 1883“, Öl auf Leinwand, 94,5 × 77 cm
- Toter Hirsch im abendlichen Winterwald, 1885, Öl auf Leinwand, 77 × 64 cm